# Прямушка
Прямушка (рос. Прямушка) — селище у Тогучинському районі Новосибірської області Російської Федерації.
Входить до складу муніципального утворення Кудельно-Ключевська сільрада. Населення становить 47 осіб (2010).

## Історія
Згідно із законом від 2 червня 2004 року органом місцевого самоврядування є Кудельно-Ключевська сільрада.

## Населення
| 2002 | 2007 | 2010 |
| ---- | ---- | ---- |
| 64   | ↘52  | ↘47  |